# Славко Матковић
Славко Матковић био је југословенски и српски авангардни уметник. а бавио се концептуалном уметношћу, визуелно-поетским истраживањима, експерименталним филмом, интервенцијама у простору, перформансом, телесним акцијама, сиромашном уметношћу, селотејп текстовима, инсталацијама, (концептуалним) сликарством, менталним скулптурама, ауторским стрипом, књижевношћу, поезијом и мејл артом. По сматрању историчара уметности Небојше Миленковића, био је један од најзначајнијих иноватора и експериментатора у српској и југословенској уметности 20. века.

## Биографија
Родио се и живот провео у Суботици, где је завршио основну, средњу и вишу школу.
Писао је песме и прозу, а бавио се и сликарством у различитим формама; распон уметничког стваратељства и захвата му је био врло широк. У својим песмама користио је модерни песнички израз и облик, а бавио се и визуелном, конкретном и типографском поезијом.
Уз ово, бавио се и ауторским филмом, перформансом, концептуалном уметношћу, интервенцијама у простору и на сопственом телу, "arte poveera", мејл-артом, стрипом (у часопису "Uj Symposium" је објављивао сигналистичке стрипове 1971.972.) итд. Ни мултимедијална уметност му није била непозната.
Бавио се и теоријом уметности. Због тог свог широког уметничког распона, "најизразитији је представник стратегије уметничког номадизма") у србијанској уметности у 20. веку, а један је од значајних представника експеримента у југословенској уметности 1970-их година.
У свом ликовном стваралаштву, оставио је траг и као утемељитељ авангардне уметничке скупине "Bosch+Bosch" 27. августа 1969. године (чланови су били, уз Матковића, и Балинт Сомбати, Ласло Салма и Ласло Керкеш).
Године 1972. је покренуо часопис Контактор 972, чији је био и уредник. Две године после, заједно с Балинтом Сомбатијем, покренуо је Wоw, међународну ревију за уметност.
Заједно с Петром Вуковим, заслужан је за спашавање од заборава суботичког дела животописа познате филмске сценаристкиње и новинарке Илоне Филоп. Матковић и Вуков су истраживали живот и рад ове уметнице, а биобиблиографске податке је Матковић открио годину дана пре своје смрти, и то на основу Илониног писма Јоси Шокчићу из 1953. године).

## Дела
Аутор је већег броја књига и графичких свезака.
- 5112/а, визуелна поезија (у сарадњи с Ласлом Салмом), 1971.
- Књига, визуелна поезија, 1979.
- Селотејп текстови, визуелна поезија, 1987.
- Цветови сазнања, песме, 1973.
- Ми смо мали шашави потрошачи, песме, 1976.
- Антиграф, песме, 1983.
- Фотобиографија, песме, 1985.

Ушао је и у међународну антологију поезије "West-East", антологију Милана Живановића "Сто година сто песника - Војводина 20. век".
Нека дела су му преведена и на мађарски језик, а превео их је бачки хрватски књижевник Матија Молцер.

## Награде
- 1985.: Награда др Ференц Бодрогвари, за збирку песама Фотобиографија.

## Изложбе
- Ретроспективна изложба, 8. децембар 2005, Музеј савремене ликовне уметности, Нови Сад
- Подручје застоја, брод Галеб, Ријека